# سیارک ۱۱۱۴۲
سیارک ۱۱۱۴۲ (به انگلیسی: 11142 Facchini، نامگذاری:1997AP17) یازده هزار و صد و چهل و دومین سیارک کشف شده‌است که در ۷ ژانویه ۱۹۹۷ کشف شد.
قدر مطلق سیارک برابر ۱۳٫۷۰ است.